# Shosha (romanzo)
Shosha è un romanzo di Isaac Bashevis Singer scritto in lingua yiddish, tradotto in inglese dall'autore insieme con il nipote Joseph e pubblicato per la prima volta da Farrar, Straus and Giroux nel 1978. L'autore riprenderà il nome del protagonista in Anime perdute.

## Trama
Negli anni tra le guerre mondiali Aaron Griedinger, figlio di un rabbino di un quartiere chassidico di Varsavia, è iniziato sin da bambino allo studio dell'ebraismo, ma quando ha modo si intrufola nella casa dei vicini Bashele e Zelig per giocare con la coetanea Shosha - le altre figlie Yppe (di salute cagionevole) e Teibele sono troppo piccole - anche perché attratto da lei sebbene abbia un principio di ritardo mentale (viene rimandata a casa dalla scuola in ben due occasioni). Con lei si sente libero - oltre che di giocare - di inventare storie strabilianti che lei ascolta con trasporto. Ma quando lei trasloca poco lontano i loro rapporti vengono troncati di punto in bianco.
Una volta adulto egli cerca di barcamenarsi dopo essere diventato letterato, secondo la vocazione iniziata da ragazzino, e nel frattempo intesse diverse relazioni con donne che conosce per gli ambienti di Varsavia: da Dora Stolnitz, comunista che vuole trasferirsi nella nascente URSS per sostenere la causa (ma constaterà amaramente, tramite l'esperienza di un amico comune, la cruda realtà dello stalinismo e dell'Unione sovietica); a Clelia Chentshiner, già sposata con il problematico e benestante Haiml e amante di Morris Feitelzohn - intellettuale conosciuto presso il circolo degli scrittori - dai quali è chiamato con il nomignolo Tsutsik (in ebraico cucciolo: termine confidenziale con cui ci si rivolge a bambini); con Betty Slonim, attrice teatrale di scarso talento e successo che ha trovato il suo amante e mentore in Sam Dreiman, facoltoso e anziano uomo d'affari che ormai non ha più bisogno nemmeno di amministrare il suo capitale; e persino con Tekla, cameriera presso l'alloggio dove prende in affitto una camera quando riceverà l'incarico del nuovo lavoro.
Sam, peraltro, appreso che ha iniziato a comporre una commedia (La vergine di Ludmir) lo incarica di svilupparla per avere materiale che possa rilanciare la carriera di Betty, e gli concede un congruo anticipo. Mentre cerca di proseguire nell'opera e frequenta queste amicizie un giorno, trascinato da Betty per via Krochmalna, ha l'idea di cercare l'amica d'infanzia, che ritrova poco cambiata: crescendo ha avuto una malattia del sonno e altre non precisate, per cui ha provato invano delle cure, che hanno inciso sul suo stato psicofisico attuale. Quello che è rimasto intatta è l'intesa e la voglia di stare insieme, cosa che provoca l'incredulità delle sue amicizie. Intanto il destino del dramma naufraga per le troppe ingerenze e la sua poca volontà nel difenderlo.
Nel frattempo continua in Europa l'ascesa del nazifascismo, che minaccia sempre più la Polonia e gli ebrei, e l'imminente persecuzione spinge molti a fuggire emigrando, tanto che Sam, che ha avuto grossi guai di salute e ha saputo della relazione, gli fa una proposta allettante: se lo vuole può sposare Betty, ma a condizione che resti la sua concubina; si trasferirebbero tutti negli USA, compresa Shosha (assumibile come domestica). Ma Aaron non riesce ad allontanarsi e decide di restare per amore verso di lei. Anche sua madre - in modo più evidente - e il fratello Moishe, che nel frattempo è divenuto rabbino e ha la sua comunità in Galizia, non sono del tutto convinti, ma partecipano alle nozze; una situazione analoga la vivono Bashele e Zelig, poiché questi da anni ha abbandonato la famiglia per un'altra donna e un lavoro in un'impresa di pompe funebri; e Teibele, che lavora in una impresa come impiegata (Yppe era trapassata da alcuni anni).
Dopo avere fatto una piccola luna di miele a Otwock grazie all'intercessione di Feitelzohn inizia una collaborazione con un giornale per pubblicare un ciclo di biografie sugli pseudo messia ebraici - specialmente Jacob Frank. Nel frattempo scorge un'evoluzione della sua novella sposa in senso più muliebre (mentre in precedenza era più infantile); tempo dopo apprende che Betty è tornata dagli Stati Uniti: lo informa della scomparsa di Sam e che i suoi eredi hanno impugnato il testamento, sbilanciato in suo favore, e gli offre – invano – l'ultima possibilità di emigrare assieme.
L'ultimo capitolo è un salto in avanti di tredici anni, quando Aaron (ormai scrittore di successo negli USA, dove è giunto passando per URSS e Cina), incontra in Israele Haiml Chentshiner, un vecchio amico la cui moglie, Celia, è stata amante di Aaron. Dalla loro conversazione viene fuori il ricordo di tutti gli amici che nel frattempo sono quasi tutti morti (solo Betty è morta lontana dalla guerra, negli Stati Uniti, dopo un secondo matrimonio).

### Elementi semi-autobiografici
Il protagonista presenta vari tratti ispirati alla vita dello stesso Singer: figlio di rabbino e istruito all'antica, la residenza in via Krochmalna, un'amica di nome Shosha, l'adesione al vegetarianesimo, gli inizi letterari con riviste yiddish, il successo e l'interesse a narrare di quanti si finsero messia ebraici (Il Messia pescatore).

## Edizioni italiane
- trad. dall'inglese di Mario Biondi, Longanesi (collana "La gaja scienza" n. 127; collana "I narratori" n. 6), Milano, 1978 ISBN 88-304-0546-9
- stessa trad. in ed. economica, con introduzione di Giorgio Voghera, Mondadori (coll. "Oscar" n. 1538), Milano, 1982
- stessa trad., TEA (coll. "TEAdue" n. 95), Milano, 1992 ISBN 88-7819-280-5